# The J.B.'s
The J.B.'s (parfois ponctué JB ou The JBs) était le nom de l'orchestre de James Brown de 1970 au début des années 1980. Sur les disques, le groupe était parfois présenté sous d'autres noms, tels que Fred Wesley and The JBs, The James Brown Soul Train, Maceo and the Macks, A.A.B.B., The First Family et The Last Word. En plus d'épauler James Brown, The J.B.'s ont joué aux côtés de Bobby Byrd, Lyn Collins et d’autres chanteurs associés à la James Brown Revue. Ils ont aussi joué et enregistré comme un groupe autonome. En 2015, ils ont été nommés pour l'intronisation au Rock and Roll Hall of Fame mais n'ont pas réussi à être intronisés et peuvent prétendre au rang « Musical Excellence » à l'avenir. Ils sont éligibles depuis 1995.

## Histoire
The J.B.s se forment en mars 1970 après que la plupart des membres du groupe de James Brown l'ont abandonné a la suite d'un conflit salarial. Les groupes précédents de James Brown dans les années 1950 et 1960 étaient connus sous le nom de James Brown Band et The James Brown Orchestra. La formation initiale des J.B.'s comprenait le bassiste William "Bootsy" Collins et son frère, le guitariste Phelps Catfish Collins, un ancien du groupe obscur funk The Pacemakers ; Bobby Byrd (fondateur du groupe vocal Famous Flames) (orgue) et John "Jabo" Starks (batterie), tous deux piliers du groupe de James Brown des années 1960; trois cornistes inexpérimentés, Clayton « Chicken » Gunnells, Darryl « Hasaan » Jamison et Robert McCollough; et le joueur de conga Johnny Griggs. Cette version des J.B.s joue sur certains des enregistrements de funk les plus intenses de James Brown, notamment Get Up (I Feel Like Being a) Sex Machine, Super Bad, Soul Power et Talkin 'Loud et Sayin' Nothing. Ils ont également accompagné James Brown lors d'une tournée européenne (durant laquelle ils ont enregistré l'album Love Power Peace), ont joué sur le double album Sex Machine et ont sorti deux singles instrumentaux, le très échantillonné The Grunt et These Are The J.B.'s.

### Changements de personnel
En décembre 1970, le trombone Fred Wesley rejoignit l'organisation de James Brown pour diriger les J.B.'s D'autres anciens membres de l'équipe James Brown, notamment Maceo Parker et St. Clair Pinckney ont finalement suivi son exemple, tandis que les frères Collins et le reste du groupe « d'origine » des J.B.'s quittaient Brown pour rejoindre le collectif Parliament-Funkadelic de George Clinton. Wesley et Parker sont partis en 1975. James Brown a continué à nommer son groupe musical « The J.B.'s » jusqu'au milieu des années 1980, lorsqu'il changea ce nom pour Soul Generals, ou Soul G's.

### Enregistrements
En plus de soutenir Brown sur scène et en studio à cette époque, les J.B.'s enregistrent également des albums et des singles seuls, parfois avec James Brown sur orgue ou synthétiseur. Leurs albums étaient généralement un mélange de morceaux de funk épais et de morceaux plus orientés vers le jazz. Presque tous les enregistrements des J.B.'s ont été produits par James Brown et la plupart ont été publiés sur son propre label, People Records. Au début des années 1970, le groupe obtient de nombreux succès dans les charts, devenus des classiques du genre : notamment  Pass the Peas, Gimme Some More, et le hit no 1 de R&B, Doing It to Death. Attribué à « Fred Wesley & the JB's », Doing It to Death s'est vendu à plus d'un million d'exemplaires et a été récompensé par un disque d'or par la RIAA en juillet 1973.
Certaines productions des J.B.'s ont des caractéristiques inhabituelles. L’album Breakin 'Bread de 1974 est unique en ce sens que la plupart des chansons ont une comportent des discours parlés de Fred Wesley en ouverture de chaque morceau. Cela contraste nettement avec la domination en temps réel de James Brown sur les interludes parlés de l'album « classique » Doing It to Death. On retrouve une bizarrerie similaire sur l’autre album de 1974, Damn Right I Am Somebody, où des extensions de 20 secondes du morceau 2 de cet album (chacune comprenant la marque de fabrique : le "hurlement" de James Brown) font le lien avec le début de la plupart des autres chansons. Sous le nom AABB, le groupe publie un single, Pick up the Pieces One By One, qui atteint le 108e rang du classement américain en 1975. La chanson et le nom - qui signifie "Above Average Black Band" - étaient un hommage et une réponse ironique au groupe de funk écossais alors populaire, le Average White Band (également connu sous le nom de AWB) et son single n ° 1, Pick Up the Pieces. En 1976, le dernier single des J.B.'s pour le label de James Brown, People, intitulé Everybody Wanna Get Funky One More Time, propose un arrangement sans cuivres rare.
Alors que la musique funk cédait de plus en plus de popularité au disco dans les années 1970, la matière et les arrangements du groupe évoluèrent en conséquence, mais le succès de leur groupe diminua parallèlement à celui de James Brown.
Comme l'essentiel de la musique de James Brown, les enregistrements des J.B.'s ont été copieusement utilisés pour des échantillons par des DJ hip hop et des producteurs de disques.

### The J.B. Horns
Au cours des années 1980 et 1990, Maceo Parker et Fred Wesley effectuent des tournées intermittentes sous le nom de « The JB Horns », parfois accompagnés d’autres anciens membres de Brown, comme Alfred "Pee Wee" Ellis. Les JB Horns ont enregistré plusieurs albums pour le label Gramavision, qui ont été réédités par Rhino Records. Ils ont également enregistré un album sous ce nom avec le producteur Richard Mazda intitulé I Like It Like That.
Les JB Horns sont également associés à The Horny Horns, membres incontournables de P-Funk et Bootsy's Rubber Band, dirigés par Fred Wesley et comprenant Maceo, ainsi que Rick Gardner et Richard "Kush" Griffith aux trompettes.

### Réunion
Une version des J.B.'s incluant Fred Wesley, Bootsy Collins, Pee Wee Ellis, Bobby Byrd et Clyde Stubblefield s’est réunie pour enregistrer l’album "retrouvailles" de 1999 intitulé Bring the Funk, dédié à la mémoire de St. Clair Pinckney. L'album a été publié au Japon par P-Vine Records et a été réédité aux États-Unis en 2002 par Instinct Records.
Une réunion de la section rythmique originale des J.B.'s, avec Bootsy et Phelps Collins, Clyde Stubblefield et Jabo Starks, complétée par Bernie Worrell, a enregistré la bande originale du film Superbad. Ils ont ensuite donné le premier concert hommage à James Brown.

## Discographie
- These Are The JB's (1970 – paru en 2014)[4]
- Food For Thought (1972)
- Doing It to Death (1973)
- Damn Right I Am Somebody (1974) – en tant que « Fred Wesley & the J.B.'s »
- Breakin' Bread (1974) – en tant que « Fred & the New J.B.'s »
- Hustle with Speed (1975)
- Jam II Disco Fever (1978)
- Groove Machine (1979)
- Bring the Funk On Down (1999)
- The Lost Album (2011) – crédité à « The J.B.'s with Fred Wesley »

### En tant que JB Horns
- Pee Wee, Fred and Maceo (1989)
- Funky Good Time / Live (1993)
- I Like It Like That (1994)

### Simples
- 1970
  - The Grunt, Pt 1 / Pt2
  - These Are the J.B.'s, Pt 1 / Pt 2
- 1971
  - My Brother, Pt 1 / Pt 2
  - Gimme Some More / The Rabbit Got The Gun
- 1972
  - Pass the Peas / Hot Pants Road
  - Givin' Up Food For Funk, Pt 1 / Pt 2
  - Back Stabbers / J.B. Shout
- 1973
  - Watermelon Man / Alone Again, Naturally
  - Sportin' Life / Dirty Harri
  - Doing It to Death / Everybody Got Soul
  - You Can Have Watergate / If You Don't Get It The First Time...
  - Same Beat, Pt 1 / Pt 2
- 1974
  - Damn Right I Am Somebody, Pt 1 / Pt 2
  - Rockin' Funky Watergate, Pt 1 / Pt 2
  - Little Boy Black / Ronkin' Funky Watergate
  - Breakin' Bread / Funky Music is My Style
- 1975
  - Makin' Love / Rice 'n' Ribs
  - (It's Not the Express) It's the J.B.'s Monaurail, Pt 1 / Pt 2
  - Thank You for Lettin' Me Be Myself and You Be Yours Pt 1 / Pt 2
  - C.O.L.D. (A.A.B.B.)
- 1976
  - All Aboard The Soul Funky Train / Thank You for Lettin'... Pt 1
  - Everybody Wanna Get Funky One More Time, Pt 1 / Pt 2
- 1977
  - Music For The People / Crossover – en tant que « The J.B.'s International »
  - Nature, Pt 1 / Pt 2 – en tant que « The J.B.'s International »
- 1978
  - Disco Fever, Pt 1 / Pt 2 – en tant que « The J.B.'s International »

### Compilations CD
- Funky Good Time: The Anthology (2 CD) (1995)
- Food for Funk (1997)
- Pass the Peas: The Best of the J.B.'s (2000)

## Voir également
- The Funk Brothers
- Booker T. and the M.G.'s
- The Wrecking Crew
- MFSB
- Tower of Power Horn Section